# Álpin II
Álpin mac Uuroid fut un roi des Pictes de 775 à 778/780.

## Une origine très controversée
L’origine d’Alpin ou d’Elphin demeure très controversée:
- Marjorie Ogilvie Anderson estimait simplement qu'il était le neveu de son prédécesseur Ciniod mac Uuredech, fils de sa sœur et d'un certain Uuroid par ailleurs inconnu.
- Alfred P. Smyth ne se prononce pas sur l’origine et le lien entre les deux rois mais il considère que le scot Fergus mac Echdach avait épousé une sœur d’Elpin donnant ainsi à ses descendants des « droits matrilinéaires » à la royauté picte .
- James E. Fraser l’identifie avec un descendant du magnat scot ou picte Deile Roith dont un fils Finnguine (tué en 711)  périt dans un combat contre les northumbriens et le second Garnait meurt en 716 pendant le règne du roi Nechtan.James Fraser identifie de plus son père Uuroid ou Uurad (gaélique : Feradach ) avec Uurad ou Feroth mac Finnguine l’ « exactor Nechtani » tué en 729, lors de la bataille de Monid Carno près du Loch Laegde .
- Alex Wolff avance de son côté la proposition que ce « Uurad/Wrad  » est le même personnage que « Uuredech/Wredech » le père de son prédécesseur Ciniod mac Uuredech (mort en 775) .
Ces hypothèses sont enfin partiellement en contradiction avec W. A. Cummings qui estime de « Uredech ou Wredech » le père de Ciniod mac Uuredech n’est autre que « Feradach » le fils de Selbach mac Ferchair capturé par Oengus Ier en 736 et qui aurait épousé une parente de son vainqueur

## Règne
La « Chronique Picte » attribue à ce roi un règne de 3 an 1/2. Les Annales d'Ulster mentionnent sa mort en 780 soit cinq ans après la disparition de son prédécesseur Ciniod mac Uuredech. Les annalistes le nomment curieusement "Eipin rex Saxonum". Cette dénomination est peut-être liée au fait qu'il régnait sur un territoire des Pictes du sud conquis sur la Northumbrie pendant le règne de Oengus Ier ou selon Alan Orr Anderson que son nom est une déformation de l'anglo-saxon « Ælfwine » et qu'il avait une mère angle
Alfred P. Smyth considère qu'une de ses sœurs aurait épousé le roi Fergus mac Echdach de Dalriada et que ce couple serait à l'origine des deux rois qui ont ensuite régné sur les Pictes et les Scots unis dans le cadre du royaume de Fortriú : Caustantín Ier mac Uurguist et Unuist mac Uurguist
Marjorie Ogilvie Anderson, développe cette hypothèse et donne à Álpin mac Uuroid deux autres sœurs épouses respectives d'un Talorgen et mère de Drest mac Talorgen et d'un Drostan/Drust et mère de Talorgan mac Drust.

## Sources
- (en) J.M.P. Calise, Pictish Sourcebook, Documents of Medieval Legend and Dark Age History, Londres, Greenwood Press, 2002, 365 p. (ISBN 0313322953), p. 220
- (en) Marjorie Ogilvie Anderson, Kings and Kingship in Early Scotland, Edinburgh, John Donald Birlinn Ltd, 3e réédition, 2011 (ISBN 9781906566302)
- (en) Alfred P. Smyth, Warlords and Holy Men Scotland ad 80~1000, Edinburgh, Edinburgh University Press, 1984, 279 p. (ISBN 0748601007).
- (en) James E. Fraser, From Caledonia to Pictland, Scotland to 795, Edinburgh, Edinburgh University Press, coll. « The New Edinburgh History of Scotland » (no 1), 2009 (ISBN 978-0-7486-1232-1)
- (en) Alex Woolf, From Pictland to Alba 789~1070, Edinburgh, Edinburgh University Press, coll. « The New Edinburgh History of Scotland » (no 2), 2007 (ISBN 9780748612345).